# Syndrom neklidných nohou
Syndrom neklidných nohou (RLS) je obecně dlouhodobá porucha, která způsobuje silné nutkání pohybovat nohama. Často se vyskytuje nepříjemný pocit v nohou, který se poněkud zlepší jejich pohybem. Toto je často popisováno jako bolest, brnění nebo mravenčení. Občas mohou být postiženy i paže. Tyto pocity se obvykle objevují zatímco je jedinec v klidu, a proto mohou ztěžovat usínání. Kvůli poruchám spánku mohou lidé se syndromem neklidných nohou trpět denní ospalostí, nízkou energií, podrážděností a depresivní náladou. Navíc má mnoho lidí během spánku záškuby končetin.
Mezi rizikové faktory pro syndrom neklidných nohou patří nízká hladina železa, selhání ledvin, Parkinsonova choroba, diabetes mellitus, revmatoidní artritida, těhotenství a celiakie. Poruchu může vyvolat i řada léků, včetně antidepresiv, antipsychotik, antihistaminik a blokátorů kalciových kanálů. Existují dva hlavní typy. Jedním z nich je syndrom neklidných nohou s časným nástupem, který začíná před 45. rokem věku, je dědičný a časem se zhoršuje. Druhým je syndrom neklidných nohou s pozdním nástupem, který nastupuje po 45. roce věku, začíná náhle a nezhoršuje se. Diagnóza je obvykle založena na symptomech osoby po vyloučení dalších možných příčin.
Syndrom neklidných nohou může ustoupit, pokud se vyřeší základní problém. Jinak léčba zahrnuje změny životního stylu a léky. Mezi změny životního stylu, které mohou pomoci, patří vysazení alkoholu a tabáku a dodržování spánkové hygieny. Mezi používané léky patří levodopa nebo agonisté dopaminu, jako je pramipexol. Syndrom neklidných nohou postihuje odhadem 2,5–15 % americké populace. Ženy jsou postiženy častěji než muži a s věkem se toto onemocnění stává stále častějším.